# Станислава Айви
Станислава Айви е българска журналистка, телевизионна водеща и писателка. Публикува първите си книги под името Станислава Кара.
Създателка и няколко години водеща на телевизионното предаване „Като на кино“.

## Дублаж
- „Търсенето на Дори“ (2016) – Синди